# Arifa
Arifa je žensko osebno ime.

## Izvor imena
Ime Arifa je ženskega oblika moškega osebnega imena Arif.

## Pogostost imena
Po podatkih Statističnega urada Republike Slovenije je bilo na dan 31. decembra 2007 v Sloveniji število ženskih oseb z imenom Arifa: 49.